# Elecciones generales de Panamá de 1924
Las elecciones generales de Panamá de 1924 tuvieron lugar el martes 2 de septiembre del mencionado año con el objetivo de elegir al presidente de la república y a los 46 escaños de la Asamblea Nacional, conformando los poderes ejecutivo y legislativo del país para el período 1924-1928. Fueron las quintas elecciones generales panameñas desde la independencia de Panamá de Colombia, y las segundas elecciones presidenciales directas.
El Partido Liberal, gobernante y hegemónico desde 1908, se encontraba en ese momento dividido en dos facciones, los "liberales porristas", que respondían al presidente saliente Belisario Porras (impedido para presentarse a un segundo mandato de acuerdo con la constitución vigente) y los "liberales chiaristas", que se encolumnó detrás de la figura de Rodolfo Chiari. Chiari se presentó como candidato, apoyado por su facción del liberalismo, así como por el opositor Partido Conservador. El candidato del liberalismo porrista fue el exveterano de la guerra de los Mil Días y de Coto, Manuel Quintero Villarreal. No hubo más candidaturas y ambos contendientes pertenecían al Partido Liberal por la abstención conservadora.
Chiari resultó elegido presidente por aplastante margen, logrando el 85.78% de las preferencias contra el solo 14.22% de Quintero Villarreal. Asimismo, el liberalismo chiarista logró una mayoría absoluta de dos tercios de la Asamblea Nacional con 38 de las 46 bancas, mientras que el Partido Conservador se quedó con los 8 escaños restantes, dejando al liberalismo porrista sin representación, cuando hasta entonces contaba con 20 de las 33 bancas del legislativo saliente, elegido en 1918.
Los comicios se caracterizaron por la nula participación del gobierno de los Estados Unidos, encabezado por el republicano Calvin Coolidge, que prefirió tomar distancia de la situación política interna de Panamá. La elección se consideró "perfectamente ordenada" por los medios de comunicación. Sin embargo, se denunció posteriormente que las elecciones habían sido fraudulentas, haciéndose uso del relleno de urnas con "votos fantasmas" (técnica conocida coloquialmente en el país como paquetazo) en las zonas donde era más difícil para la oposición controlar el proceso. De acuerdo con Thomas L. Pearcy, la intimidación policial resultó en un margen de 594 a 17 a favor de Chiari.